# 京都市立静原小学校
京都市立静原小学校（きょうとしりつしずはらしょうがっこう）は、京都府京都市左京区静市静原町に所在する公立小学校。

## 沿革
- 1875(明治8)年6月20：愛宕郡立静原小学校として京都府愛宕郡静市野村(大字)静原(小字)城谷の内 真路山に創立。
- 1880(明治13)年4月1日：静原町1028（現 静原児童公園）に新築移転。
- 1941(昭和16)年4月：国民学校施行令に伴い、校名を京都府愛宕郡静原国民学校と改称。
- 1946(昭和21)年11月：野中小学校・静原小学校を統廃合し、元 興亜訓練道場を校舎とし、静原口に静市野国民学校が設立。静原校校舎は分校(休校)として存続。
- 1947(昭和22)年1月27日：静市野国民学校・校舎が全焼。沿革史など需要書類焼失。静原分校に復帰し、授業継続。
- 1949(昭和24)年：静市野村の京都市編入に伴い、京都市立静市野小学校と改称。
- 1951(昭和26)年4月：静市野小学校が廃校となり、静原分校が京都市立静原小学校と改称し分離独立。
- 1958(昭和33)年10月10日：現在地に校舎を新築移転（木造モルタル塗り）。
- 2022(令和4)年3月：市原野小学校へ統合され、静原小学校は廃校。

## 通学区域
通学区域は以下の1町であった。
- 静市静原町